# Kevin McCarthy (ator)
Kevin McCarthy (Seatle, Washington, 15 de fevereiro de 1914 – Hyannis Port, Massachusetts, 11 de setembro de 2010) foi um ator norte-americano que encenou em mais de duzentos programas de televisão e filmes. Foi premiado em 1952 com o Globo de Ouro por melhor ator revelação do ano.
Kevin McCarthy morreu de causas naturais no Hospital Cape Cod em Massachusetts, em 11 de setembro de 2010, aos 96 anos de idade.

## Filmografia
- Winged Victory (1944)
- Death of a Salesman (1951)
- The Gambler from Natchez (1954)
- Invasion of the Body Snatchers (1956)
- Nightmare (1956)
- The Misfits (1961)
- Way Out (1961) (TV)
- A Gathering of Eagles (1963)
- The Prize (1963)
- The Best Man (1964)
- Mirage (1965)
- A Big Hand for the Little Lady (1966)
- Hotel (1967)
- Kansas City Bomber (1972)
- June Moon (1974)
- Buffalo Bill and the Indians, or Sitting Bull's History Lesson (1976)
- Invasion of the Body Snatchers (1978), (Cameo appearance)
- Piranha (1978)
- The Howling (1981)
- Twilight Zone: The Movie (1983)
- My Tutor (1983)
- Terror in the Aisles (1984)
- Innerspace (1987)
- Poor Little Rich Girl: The Barbara Hutton Story (1987)
- UHF (1989)
- The Distinguished Gentleman (1992)
- Greedy (1994)
- Just Cause (1995)
- Addams Family Reunion (1998)
- Looney Tunes: Back in Action (2003)
- Loving Annabelle (2006)
- Fallen Angels (2006)
- Trail of the Screaming Forehead (2007)
- Her Morbid Desires (2008)
- Wesley (2009)
- The Ghastly Love of Johnny X  (2009)